# Solène Rigot

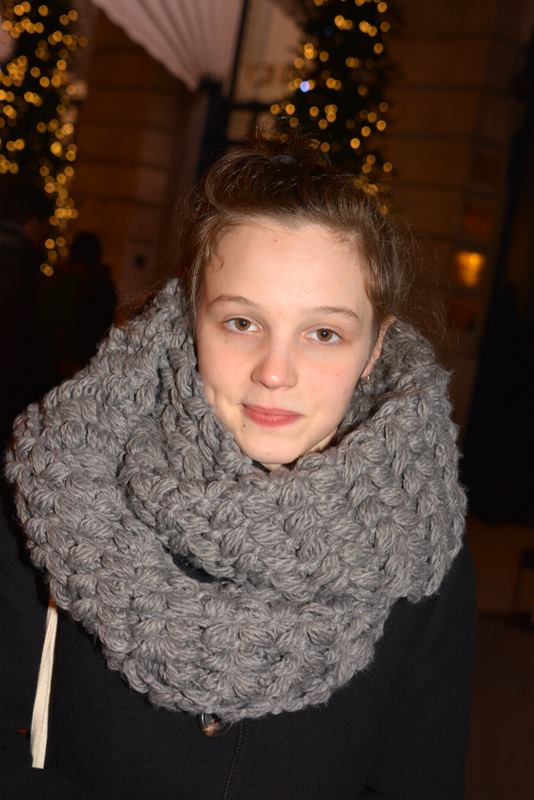
Solène Rigot (2015)

Solène Rigot (* 1992 in Frankreich) ist eine französische Schauspielerin und Musikerin.

## Leben
Solène Rigot ist in Rosny-sous-Bois im Département Seine-Saint-Denis aufgewachsen. Als Kind erhielt sie Klavier- und Akkordeonunterricht, aber die Zirkusschule auf der anderen Straßenseite ihres Zimmers hatte ihr besonderes Interesse geweckt. In der École Nationale des Arts du Cirque de Rosny-sous-Bois lernte sie Akrobatik, Jonglieren und Einradfahren, auch auf dem Hochseil, sowie Tanz und öffentliche Darbietung. Im Jahr 2010 war eine zufällig anwesende Casting-Direktorin von Rigots Kunstfertigkeit auf dem Seil derart beeindruckt, dass sie sie zu einer Filmrolle einlud, der Noémie in La Permission de minuit von Delphine Gleize. Drei Jahre später spielt sie die Gilda in Die große Freiheit von Jean Denizot und wird für diese Nebenrolle mit dem Publikumspreis beim Festival Jean Carmet de Moulins ausgezeichnet. Beim FIFF Namur 2016 erhält sie, gemeinsam mit drei anderen Darstellerinnen, für ihr Spiel der Karine in Orpheline von Arnaud des Pallières den Bayard-Filmpreis als beste Schauspielerin.
Rigot ist außerdem Akkordeonspielerin der alternativen Pop-Rock-Band Mr. Crock.

## Filmografie (Auswahl)
- 2011: La Permission de minuit
- 2011: 17 Mädchen (Dix-sept filles)[8]
- 2011: Xanadu (Fernsehserie)
- 2013: Renoir
- 2013: Puppylove[9]
- 2013: Die große Freiheit (La Belle Vie)
- 2014: Treibsand (Lulu femme nue)
- 2014: Tonnerre
- 2015: Les Révoltés
- 2016: Saint Amour[10]
- 2016: Der Effekt des Wassers (L'Effet aquatique)
- 2016: Rastlos, Renée (Orpheline)[11]
- 2016: Die Beichte (La Confession)[12]
- 2018: Let the Girls Play (Comme des garçons)[13]
- 2018: Krieg der Träume (1918–1939: Les Rêves brisés de l'entre-deux-guerres, Fernsehserie)
- 2019: Ein Doktor auf Bestellung (Docteur?)[14]
- 2019: Auf dem falschen Dampfer (Temps de chien!, Fernsehfilm)[15]
- 2024: Shepherds

## Preise
Gewonnen
- 2014: Publikumspreis beim Festival Jean Carmet de Moulins für die beste weibliche Nebenrolle in La Belle Vie[4]
- 2016: Bayard-Filmpreis beim FIFF Namur (Festival international du film francophone de Namur) als beste Schauspielerin für Orpheline (gemeinsam mit Adèle Haenel, Adèle Exarchopoulos und Véga Cuzytek)[5]

Nominiert
- 2018: Prix Lumières als beste Nachwuchsdarstellerin für Orpheline[16]